# Metastelma huberi
Metastelma huberi är en oleanderväxtart som först beskrevs av Morillo, och fick sitt nu gällande namn av S. Liede. Metastelma huberi ingår i släktet Metastelma och familjen oleanderväxter. Inga underarter finns listade i Catalogue of Life.